# 西帶廣車站
西帶廣車站（日语：／ Nishi-obihiro eki */?）是位於北海道帶廣市西23条南1丁目的北海道旅客鐵道（JR北海道）根室本線的鐵路車站。車站編號為K29。電報略號為ニヒ。
根據JR北海道釧路分社，車站的名稱來自阿伊努語的「husko-pet/（古老河川）」→伏古，其後由於位於帶廣的西方而改為現在的名稱。

## 歷史
- 1907年（明治40年）9月8日 - 以國有鐵道的伏古車站開始營業。
- 1954年（昭和29年）11月10日 - 改稱為西帶廣車站
- 1970年（昭和45年）5月20日 - 廢除貨物處理。
- 1971年（昭和46年）10月2日 - 廢除行李處理。
- 1987年（昭和62年）4月1日 - 國鐵分割民營化後，由JR北海道繼承。
- 2001年（平成13年）11月 - 車站大樓進行改建。

## 車站構造
西帶廣車站屬於2面3線，同時擁有側式、島式月台的地面車站。而車站大樓與月台之間是JR貨物帶廣車站及日本甜菜製糖芽室糖廠的專用軌道。而地面的候車室與車站月台之間由跨線橋連接。
本線在2號線行駛，而需要交換列車及避車時，下行方向會使用1號線，而上行則用3號線。
屬於由帶廣車站管理的無人車站。在跨線橋內設置簡易自動售票機。

## 車站周邊
周邊擁有不少住宅，而近年南側的範圍因發展而擴大，亦增加不少商業設施。
- 北海道道440號西帶廣停車場線
- 國道38號
- 帶廣廣尾自動車道芽室帶廣交匯處
- 帶廣警察署西帶廣派出所
- 西帶廣警察署（併設日本郵政西帶廣分店）
- 帶廣信用金庫杜鵑丘分店
- 帶廣市川西農業協同組合（JA帶廣）西帶廣分店
- 北海道帶廣三条高等學校
- 十勝巴士總社
- 十勝巴士「西帶廣」站

## 相鄰車站
北海道旅客鐵道（JR北海道）
■根室本線
大成（K28）－西帶廣（K29）－帶廣貨物－柏林台（K30）

## 外部連結
- （日語）JR北海道 － 西帶廣車站（页面存档备份，存于）
- （日語）西帶廣車站 （页面存档备份，存于）
- （日語）全驛參觀之旅 （页面存档备份，存于）